# Алмаметьево
Алмаметьево (мар. Тат-Кушна) — деревня в Моркинском районе Республики Марий Эл России. Входит в состав Семисолинского сельского поселения.

## География
Деревня находится в юго-восточной части республики, в зоне хвойно-широколиственных лесов, на берегах реки Ировки, при автодороге 88К-022, на расстоянии примерно 5 километров (по прямой) к северо-востоку от посёлка городского типа Морки, административного центра района. Абсолютная высота — 102 метра над уровнем моря.

### Климат
Климат характеризуется как умеренно континентальный, с умеренно холодной снежной зимой и относительно тёплым летом. Среднегодовая температура воздуха — 2,3 °С. Средняя температура воздуха самого тёплого месяца (июля) — 18,2 °C (абсолютный максимум — 38 °C); самого холодного (января) — −13,7 °C (абсолютный минимум — −47 °C). Безморозный период длится с середины мая до середины сентября. Среднегодовое количество атмосферных осадков составляет 491 мм, из которых около 352 мм выпадает в период с апреля по октябрь.

### Часовой пояс
Деревня Алмаметьево, как и вся Марий Эл, находится в часовой зоне МСК (московское время). Смещение применяемого времени относительно UTC составляет +3:00.

## Население
| 2010 |
| ---- |
| 377  |

### Национальный состав
Согласно результатам переписи 2002 года, в национальной структуре населения татары составляли 64 % из 406 чел., луговые марийцы — 35 %